# Skok Roku
Skok Roku – nagroda przyznawana corocznie od 2002 roku skoczkowi narciarskiemu, który we wszystkich indywidualnych konkursach Pucharu Świata w roku kalendarzowym osiągnął łącznie największą odległość. Zwycięzcę wyłania się poprzez zsumowanie długości wszystkich skoków, oddanych przez skoczka na oficjalnych zawodach PŚ. Sponsorem plebiscytu są Skandynawskie Linie Lotnicze SAS. Odległość, jaką osiągnął zawodnik przez cały rok, przeliczana jest na mile lotnicze. Nagrodą główną jest bilet na podróż samolotem w jedno z miejsc, do którego odległość zbliżona jest do przeliczenia na mile. Bilety są ważne do końca kolejnego roku kalendarzowego. Pomysłodawcą konkursu jest Tomasz Zimoch – dziennikarz sportowy.
Spośród 23 edycji Skoku Roku, rekordową okazała się ta z 2024 roku. Zwycięzca – Andreas Wellinger – uzyskał łącznie odległość 9740,5 m. Drugi – Stefan Kraft – osiągnął 9660 m, natomiast trzeci – Ryōyū Kobayashi – 9396,5 m.
Najwięcej razy w plebiscycie – czterokrotnie – triumfował Peter Prevc (2013–2016), który stał się jedynym skoczkiem, który triumfował cztery razy z rzędu.

## Zdobywcy nagrody
| Lp. | Rok  | Imię i nazwisko       | Kraj       | Odległość | Źródło       |
| --- | ---- | --------------------- | ---------- | --------- | ------------ |
| 1.  | 2002 | Andreas Widhölzl      | Austria    | 4943,5 m  | [ 2 ]        |
| 2.  | 2003 | Roar Ljøkelsøy        | Norwegia   | 5852,5 m  | [ 2 ]        |
| 3.  | 2004 | Janne Ahonen          | Finlandia  | 6505 m    | [ 3 ]        |
| 4.  | 2005 | Thomas Morgenstern    | Austria    | 7078,5 m  | [ 4 ]        |
| 5.  | 2006 | Bjørn Einar Romøren   | Norwegia   | 4856 m    | [ 5 ]        |
| 6.  | 2007 | Adam Małysz           | Polska     | 6546 m    | [ 6 ]        |
| 7.  | 2008 | Thomas Morgenstern    | Austria    | 6354 m    | [ 7 ]        |
| 8.  | 2009 | Gregor Schlierenzauer | Austria    | 7316,5 m  | [ 8 ]        |
| 9.  | 2010 | Simon Ammann          | Szwajcaria | 6341 m    | [ 9 ]        |
| 10. | 2011 | Thomas Morgenstern    | Austria    | 7316 m    | [ 10 ]       |
| 11. | 2012 | Richard Freitag       | Niemcy     | 6565,5 m  | [ 11 ]       |
| 12. | 2013 | Peter Prevc           | Słowenia   | 7771 m    | [ 12 ]       |
| 13. | 2014 | Peter Prevc           | Słowenia   | 7232,5 m  | [ 13 ]       |
| 14. | 2015 | Peter Prevc           | Słowenia   | 8012 m    | [ 14 ] [ a ] |
| 15. | 2016 | Peter Prevc           | Słowenia   | 8682 m    | [ 15 ]       |
| 16. | 2017 | Kamil Stoch           | Polska     | 7004,5 m  | [ 16 ]       |
| 17. | 2018 | Robert Johansson      | Norwegia   | 6452,5 m  | [ 17 ]       |
| 18. | 2019 | Ryōyū Kobayashi       | Japonia    | 8272 m    | [ 18 ] [ b ] |
| 19. | 2020 | Dawid Kubacki         | Polska     | 6428 m    | [ 19 ]       |
| 20. | 2021 | Robert Johansson      | Norwegia   | 7029 m    | [ 20 ]       |
| 21. | 2022 | Karl Geiger           | Niemcy     | 7438 m    | [ 21 ]       |
| 22. | 2023 | Stefan Kraft          | Austria    | 9022,5 m  | [ 22 ]       |
| 23. | 2024 | Andreas Wellinger     | Niemcy     | 9740,5 m  | [ 1 ]        |